# Daniel Ligorio
Daniel Ligorio Ferrándiz (Martorell, provincia de Barcelona, 5 de septiembre de 1975) es un pianista español de relevancia internacional y profesor del Conservatori Superior de Música del Liceo de Barcelona.

## Biografía
Comenzó sus estudios musicales en el conservatorio con el profesor Adolf Pla durante los cuales consiguió diversos premios en concursos pianísticos como el de Juventuts Musicals de Vilafranca del Penedes o el nacional de Piano Royal e.
Continuó sus estudios en el Conservatori Superior de Música de Barcelona  con Miquel Farré finalizandolos en 1995 el Premio de Honor de Fin de Carrera. 
Becado por el Ministerio de Cultura y por la Fundación Yamaha, amplió cuatro años sus estudios en la Royal College of Music de Londres con Yonty Solomon donde obtiene el Advanced Postgraduate of Performance con Distinción a la vez que recibía valiosas directrices del pianista Ramón Coll y master classes de Alicia de Larrocha.
Ha participado en importantes festivales internacionales de España como el Festival Internacional de Música "Castell de Peralada" , Festival Internacional de Música de Granada, Festival Internacional de Torroella de Mongrí o el Festival Grec de Barcelona y siendo seleccionado por Radiotelevisión Española para representar a España en el Concierto de la Unión Europea de Radiodifusión UER. 
A intervenido en proyectos como el estreno internacional del Concierto para dos pianos y orquesta  “Juventus” del maestro Antón Garcia Abril, la grabación de la integral para piano de Manuel de Falla (enlace roto disponible en Internet Archive; véase el historial, la primera versión y la última).,  su colaboración como asesor musical con el director de cine Ventura Pons o interpretando el papel de Mendelssohn en el film El silencio antes de Bach del director Pere Portadella así como en el Homenaje ante SSMM los Reyes de España a Federico García Lorca dirigido por Lluís Pascual.
Desde su debut como solista en 1997 con la Orquesta Sinfónica de Radiotelevisión Espanyola con el concierto "Emperador", ha actuado junto a la mayoría de las orquestas españolas; Orquesta Sinfónica de la Gulbenkien de Lisboa,   Real Orquesta Sinfónica de Sevilla o la Orquesta Sinfónica de Barcelona y Nacional de Cataluña entre otras y bajo la batuta de directores como Marcello Viotti, Robert King o Josep Pons,  en conciertos que le han llevado por la mayoría de los países de Europa, América del Sur  y China.
En la faceta de Música de Cámara es actualmente miembro del Trio Arriaga i con anterioridad del LOM Piano Trio mientras que a nivell internacional cabe destacar sus colaboraciones con el Cuarteto Brodsky, el Cuarteto de la Gewendhause de Leipzig, el Cuarteto de Praga o el Cuarteto Pezze de Italia.
Desde el año 2002 ejerce también como profesor de Grado Superior de Piano en el Conservatorio Superior de Música del Liceo de Barcelona y como profesor de piano y jefe de departamento en el Conservatorio Profesional de Música de Bellaterra.
Actualmente prepara para el sello Naxos una grabación de tríos Americanos, así como una gira de conciertos promocionando su última grabación de la integral para piano del maestro Manuel de Falla.

## Premios
- Premio nacional de Juventudes Musicales de España, 1996
- Premio nacional Fundación Yamaha, 1996
- Premio nacional Primer Palau, 1996
- Premio nacional jóvenes intérpretes de piano Sofía Puche 1995
- Premio nacional Infanta Cristina,1989
- Premio nacional Piano Royale, 1987
- Premio Concurso Ciutat de Manresa, 1985
- Premio Juventudes Musicales Vilafranca del Penedès,1984
- Premio internacional Kendall Taylor Beethoven Piano Prize, 1997
- Premio internacional Quilter piano competition,  1997
- Premio internacional Hopkinson Gold Medal & Sydney & Peggy Shimmin Piano Prize, 1997
- Premio Internacional ConcursoJacinto Guerrero, 2001
- Premio internacional Tournamet Competition (LOM piano Trio), 2005
- Premio Gaetano Zinnetti de Verona  (Trio Arriaga), 2010

## Discografía
- Granados: Works for Piano, Warner Classics
- Rhapsody in Blue,Warner Classics
- Mussorgski: Cuadros de una Exposición, Bellaterra Música Ed
- West Side Story, Bellaterra Música Ed
- Obra completa de Manuel de Falla para piano, Vol 1.
- Obra completa de Manuel de Falla para piano, Vol 2.
- Fantasía Bética de Manuel de Falla
- Turina: Integral de Los Trios para piano, Columna Music
- Gerhard - Cassadó - Montsalvatge: Piano Trios, Naxos Classical
- Tomás Bretón: Four Spanish Pieces. Piano Trio in E major, Maxos Classical
- Granados: Piano trio/Piano Quintet, Naxos Classical
- Joaquín Rodrigo.Obra completa para orquestra,
- Antón García Abril: Concierto para Piano y Orquestra, 2012 Columna Música.
- F.Liszt Sonata en si m Leyenda de San Francisco de Paula caminando sobre las olas
- Bartók: Danzas rumaneses-Sonata SZ80